# Габріела Сабо
Габріела Сабо (рум. Gabriela Szabo, 14 листопада 1975) — румунська легкоатлетка, олімпійська чемпіонка.

## Виступи на Олімпіадах
| Олімпіада    | Дисципліна         | Місце     |
| ------------ | ------------------ | --------- |
| Атланта 1996 | біг на 1500 метрів | 2         |
| Атланта 1996 | біг на 5000 метрів | 7 h3 r1/2 |
| Сідней 2000  | біг на 1500 метрів | 3         |
| Сідней 2000  | біг на 5000 метрів | 1         |